# Habmarastinoaivi
Habmarastinoaivi är en kulle i Finland. Den ligger i Utsjoki kommun i landskapet Lappland, i den norra delen av landet, 1 100 km norr om huvudstaden Helsingfors. Toppen på Habmarastinoaivi är 397 meter över havet. Habmarastinoaivi ingår i Paistunturit.
Terrängen runt Habmarastinoaivi är platt åt sydost, men åt nordväst är den kuperad. Trakten runt Habmarastinoaivi är nära nog obefolkad, med mindre än två invånare per kvadratkilometer. Omgivningarna runt Habmarastinoaivi är i huvudsak ett öppet busklandskap.